# Cabombaceae
Las cabombáceas (Cabombaceae) son una familia de Angiospermas primitivas pertenecientes al orden Nymphaeales, en el que se incluye también la familia Nymphaeaceae.

## Descripción
- Hierbas acuáticas perennes, rizomatosas, los rizomas delgados, cilíndricos, ramificados, enraizantes en los nudos. Partes sumergidas con vaina gelatinosa. Cámaras aéreas conspicuas.
- Hojas alternas o decusadas, rara vez ternadas, simples, pecioladas, sin estípulas, flotantes (limbo peltado, elíptico ancho o estrecho, margen entero, nerviación actinódroma) a sumergidas (limbo 5-7-palmatisecto, cada parte dividida a su vez dicótoma o tricótomamente varias veces en segmentos lineares estrechos, o bien limbo entero y no peltado en hojas juveniles). Estomas anomocíticos.
- Tallos cilíndricos.
- Inflorescencias axilares, unifloras.
- Planta hermafrodita.
- Flores bisexuales, protóginas, emergentes (rara vez sumergidas), solitarias en largos pedúnculos, actinomorfas, hipóginas, (2-)3(-4)-meras. Sépalos libres o basalmente soldados. Pétalos libres o basalmente soldados, con o sin 2 nectarios adaxiales basales auriculados. Androceo isómero, diplostémono o polistémono, estambres 3-36(-51), de maduración centrípeta, filamentos filiformes, anteras tetrasporangiadas, apicales, de dehiscencia latrorsa o extrorsa, conectivo sin apéndice. Ovario apocárpico, (1-)2-8(-22) carpelos uniloculares libres a ligeramente soldados en la base, claviformes a ligeramente hinchados asimétricamente, estilo corto, estigma linear y decurrente o terminal y subcapitado, muy papiloso. Óvulos (1-)2-3(-5), anátropos, de placentación laminar a dorsal o media, crasinucelados.
- Fruto compuesto (infrutescencia); cada fruto indehiscente (a modo de aquenio) o dehiscente (a modo de folículo), con 1-3 semillas. Pericarpo coriáceo.
- Semillas sin arilo, operculadas, hilo y micropilo compartiendo la misma abertura del opérculo, testa de células irregularmente digitadas, usualmente tuberculadas. Perispermo abundante, endospermo helobial escaso, con haustorios, embrión pequeño, con dos cotiledones carnosos.
- Polen elíptico, anasulcado o monoaperturado, tectado-columelado, con ornamentación supratectal, o bien anatricotomosulcado. Exina escabrada o estriada; endexina no laminada, a veces en placas.
- Número cromosómico: x=13; n=40, 48, 52; 2n=24, 80, aprox. 96, 104.

## Ecología
Viven sumergidas o flotando en lagos, lagunas o ríos de corriente lenta, en zonas templadas y tropicales. Antesis diurna, las flores se abren durante dos días, el primero son funcionalmente femeninas, el segundo masculinas; polinización anemógama o entomógama.

## Usos

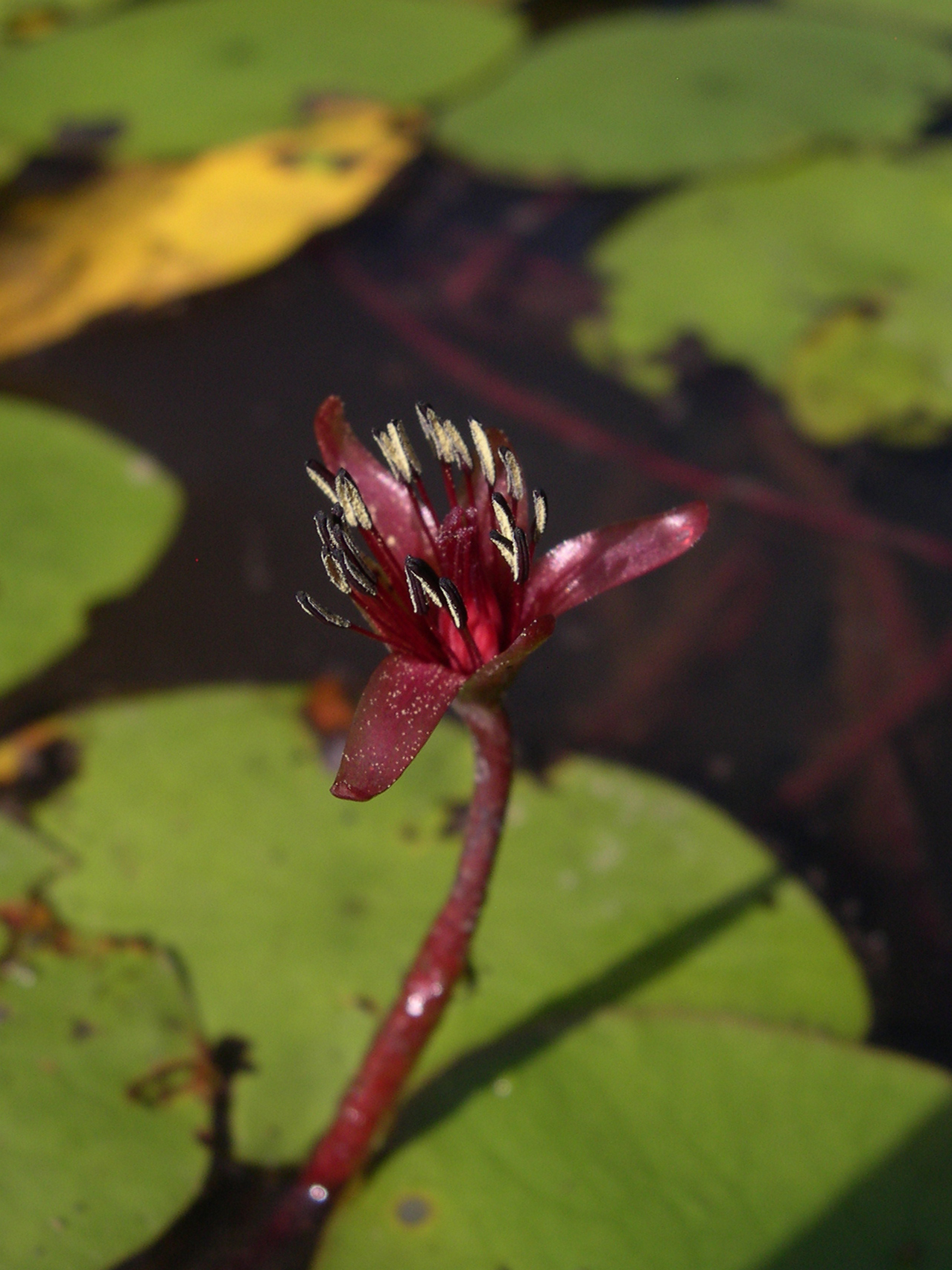
Brasenia schreberi

Los tallos jóvenes de Brasenia, cubiertos de mucílago, se consumen en China y Japón. Las plantas de este género segregan fitotoxinas, lo que permitiría controlar otras plantas nocivas en su hábitat. Las especies de Cabomba se usan en acuariología como oxigenantes. Sin embargo, a veces la excesiva proliferación natural de estas plantas provoca pérdidas económicas por interferencias en el uso de las tablas de agua para usos recreativos o agrícolas, o por pura estética. Carecen de alcaloides, el mucílago de Brasenia es rico en ácido glucurónico, galactosa, ramnosa y otros componentes peculiares.

## Posición sistemática
A pesar de las diferencias morfológicas y anatómicas existentes entre los dos géneros incluidos, existen suficientes datos para asegurar que corresponden a la misma familia, y que se distinguen netamente de Nymphaeaceae, aunque existen algunos puntos de vista opuestos, que hacen que se integren en un concepto amplio de Nymphaeaceae. El APW (Angiosperm Phylogeny Website) considera que ambos géneros se deben situar en la familia Cabombaceae del orden Nymphaeales, grupo hermano del resto de las Angiospermas (a excepción del orden Amborellales) (cf. AP-website).

## Distribución
La familia es cosmopolita, a excepción de la Región Paleártica occidental. Se conocen fósiles sólo desde el Terciario.

## Taxones genéricos incluidos
Introducción teórica en Taxonomía
- Estambres 3 o 6, rara vez 4-5. Partes inmersas con mucílago escaso. Hojas dimorfas: sumergidas, decusadas o ternadas y divididas, y además (durante la floración) flotantes, alternas, peltadas. Dehiscencia de la antera extrorsa. Estigma terminal, capitado. Exina escabrada. Pétalos con 2 nectarios amarillos auriculados en la base adaxial. Polinización entomógama. Fruto en folículo.

Género Cabomba Aubl., 1775
- Estambres 18-36(-51). Partes inmersas con mucílago grueso. Hojas sólo flotantes, alternas, enteras y peltadas. Dehiscencia de la antera latrorsa. Estigma linear, decurrente. Exina estriada. Pétalos sin nectarios. Polinización anemógama. Fruto en aquenio.

Género Brasenia Schreb., 1789